# Ora (album Jovanotti)
| Recensione           | Giudizio |
| -------------------- | -------- |
| AllMusic             |          |
| Rockol               |          |
| Rolling Stone Italia |          |

Ora è il dodicesimo album in studio del cantante italiano Jovanotti, registrato tra marzo e dicembre 2010 e pubblicato il 25 gennaio 2011. Ha debuttato al vertice della classifica degli album più venduti in Italia, rimanendovi per tre settimane consecutive.
Nel dicembre 2011, Ora è risultato essere il vincitore del premio della critica promosso da Musica e dischi, nella categoria riservata agli album pop rock italiani.

## Descrizione
Durante la presentazione dell'album, avvenuta all'ultimo piano del Grattacielo Pirelli di Milano, Ora è stato definito dallo stesso Jovanotti come «un disco in cui cerco di entrare nella modernità, di essere contemporaneo, in particolare nei suoni».
Jovanotti si è inoltre espresso in merito alle sonorità del disco, affermando che «Ha un suono molto elettronico e l'ho realizzato in una maniera primordiale. Da solo, con le macchine, i campionatori, giradischi, batterie e tastiere».
Il cambiamento musicale, confermato anche dalla critica, è stato descritto da Jovanotti sia come la conseguenza del desiderio di staccarsi dal precedente album, Safari, sia come una risposta alla necessità di ritrovare energia ed entusiasmo nel difficile momento personale durante il quale è avvenuta la lavorazione del disco stesso, segnato dalla malattia e dalla scomparsa della madre del cantante. A tal proposito Jovanotti, che ha poi deciso di dedicare l'intero disco alla madre, ha dichiarato: «Ho fatto questo disco insieme a lei, facendo avanti e indietro tra studio e ospedale, perciò ho sentito l'esigenza di un disco che mi facesse prima di tutto ballare, trovare entusiasmi».
L'idea di realizzare un disco contenente «musica per le feste» trae inoltre ispirazione dall'ascolto di artisti come Gianni Morandi e i Black Eyed Peas: «ho pensato alle canzoni da luna park, da sentire alla giostra calcinculo, roba da maranza che ti entra dentro e diventa la musica di oggi». Altre influenze del disco sono quelle provenienti da generi come l'hip hop, il reggaeton, il funk, il dub e la world music.
L'album è stato pubblicato in due versioni: una versione deluxe, composta da due dischi per un totale di 25 canzoni, ed una versione standard con un unico disco di 15 canzoni. Al suo interno sono incluse collaborazioni con Cesare Cremonini, Michael Franti e Amadou & Mariam, oltre ad un piccolo cameo di Luca Carboni.
Il 29 novembre 2011 viene pubblicata una nuova versione dell'album, Ora (Special Super Deluxe Box), contenente: due bonus tracks, Regalito con Juanes e The Sound Of Sunshine con Michael Franti, doppio DVD diretti da Leandro Manuel Emede e Nicolo Cerioni, contenente i concerti dell'Ora Tour e un film documentario dal titolo La quarta dimensione dove mostra tutto il lavoro che c'è prima, durante e dopo i suoi concerti, un Extra in cui Lorenzo duetta con gli amici Ben Harper, Michael Franti, Cesare Cremonini, Luca Carboni e Giuliano Sangiorgi, oltre a contenere anche diverse clip esclusive ed una sezione interattiva per scaricare l'audio del concerto in formato mp3.

## Tracce
1. Megamix – 3:29 (Jovanotti, Saturnino Celani, Riccardo Onori, Michele Canova Iorfida)
2. Tutto l'amore che ho – 3:41 (Jovanotti, Riccardo Onori, Michele Canova Iorfida)
3. Le tasche piene di sassi – 3:34 (Jovanotti, Franco Santarnecchi)
4. Amami – 3:28 (Jovanotti, Michele Canova Iorfida)
5. Ora – 4:02 (Jovanotti, Riccardo Onori, Michele Canova Iorfida)
6. Il più grande spettacolo dopo il Big Bang – 3:51 (Jovanotti, Saturnino Celani)
7. L'elemento umano – 5:15 (Jovanotti, Riccardo Onori) – con Luca Carboni (non accreditato)
8. La bella vita – 5:07 (Jovanotti, Mariam, Amadou) – con Amadou & Mariam
9. Battiti di ali di farfalla – 4:01 (Jovanotti, Michael Franti) – con Michael Franti
10. Io danzo – 4:33 (Jovanotti)
11. La notte dei desideri – 3:27 (Jovanotti, Michele Canova)
12. Quando sarò vecchio – 4:48 (Jovanotti, Saturnino Celani, Riccardo Onori, Michele Canova Iorfida, Franco Santarnecchi)
13. Un'illusione – 3:12 (Jovanotti, Franco Santarnecchi)
14. La porta è aperta – 3:43 (Jovanotti, Michele Canova Iorfida)
15. Rosso d'emozione – 4:34 (Jovanotti, Michele Canova Iorfida)

CD bonus nella deluxe edition
1. Spingo il tempo al massimo – 3:39 (Jovanotti, Michele Canova Iorfida)
2. I pesci grossi – 4:44 (Jovanotti, Cesare Cremonini) – con Cesare Cremonini
3. Kebrillah – 3:43 (Jovanotti, Michele Canova Iorfida)
4. La festa infinita – 4:12 (Jovanotti, Saturnino Celani, Riccardo Onori, Christian Rigano)
5. Sulla frontiera – 3:37 (Jovanotti, Saturnino Celani, Riccardo Onori)
6. Dabadabadance – 3:35 (Jovanotti, Michele Canova Iorfida)
7. La medicina – 3:48 (Jovanotti, Michele Canova Iorfida)
8. Sul lungomare del mondo – 2:47 (Jovanotti, Riccardo Onori)
9. Go!!!!!!! – 3:22 (Jovanotti, Michele Canova Iorfida)
10. L'elemento umano (Acoustic Version) – 3:58 (Jovanotti, Riccardo Onori)

Traccia bonus nell'edizione deluxe su iTunes
1. Io danzo – 4:51 (Jovanotti) – Fresh Remix

CD bonus dell'edizione special super deluxe
1. The Sound Of Sunshine – 3:45 (Michael Franti, Jason Bowman, Carl Young) – con Michael Franti
2. Regalito – 2:44 (Jovanotti) – con Juanes
3. Spingo il tempo al massimo – 3:39 (Jovanotti, Michele Canova Iorfida)
4. I pesci grossi – 4:44 (Jovanotti, Cesare Cremonini)
5. Kebrillah – 3:43 (Jovanotti, Michele Canova Iorfida)
6. La festa infinita – 4:12 (Jovanotti, Saturnino Celani, Riccardo Onori, Christian Rigano)
7. Sulla frontiera – 3:37 (Jovanotti, Saturnino Celani, Riccardo Onori)
8. Dabadabadance – 3:35 (Jovanotti, Michele Canova Iorfida)
9. La medicina – 3:48 (Jovanotti, Michele Canova Iorfida)
10. Sul lungomare del mondo – 2:47 (Jovanotti, Riccardo Onori)
11. Go!!!!!!! – 3:22 (Jovanotti, Michele Canova Iorfida)
12. L'elemento umano (Acoustic Version) – 3:58 (Jovanotti, Riccardo Onori)

Primo DVD bonus nell'edizione special super deluxe
1. Megamix
2. Falla girare
3. Spingo il tempo al massimo
4. La porta è aperta
5. Amami
6. L'elemento umano
7. La notte dei desideri
8. Mezzogiorno
9. Le tasche piene di sassi
10. Come musica
11. A te
12. Ora
13. Tutto l'amore che ho
14. Medley (Io danzo - (Tanto)³ - Penso positivo)
15. Battiti di ali di farfalla
16. L'ombelico del mondo
17. Mi fido di te
18. Medley (Piove - Punto)
19. Medley (Bella - Ciao mamma - Dabadabadance)
20. Una storia d'amore
21. Fango
22. Quando sarò vecchio
23. Ragazzo fortunato
24. Il più grande spettacolo dopo il Big Bang
25. Baciami ancora
26. La bella vita

Secondo DVD bonus nell'edizione special super deluxe
1. Documentario: La quarta dimensione
2. Contenuti extra: Fango, With my own two hands con Ben Harper
3. Contenuti extra: Battiti di ali di farfalla con Michael Franti
4. Contenuti extra: Love Is a Losing Game, Meraviglioso con Giuliano Sangiorgi
5. Contenuti extra: Mondo, I pesci grossi con Cesare Cremonini
6. Contenuti extra: Mare mare (Bologna-Riccione), 50 Special, La mia moto con Cesare Cremonini e Luca Carboni
7. Crediti extra
8. Contenuti interattivi - audio del concerto in formato mp3
9. Contenuti interattivi - video del concerto in formato mp4
10. Contenuti interattivi - video live solista di The Sound of Sunshine dall' Arena di Verona in formato mp4

## Formazione
- Jovanotti - voce, programmazione, basso (in La porta è aperta)
- Saturnino - basso
- Riccardo Onori - chitarra
- Franco Santarnecchi - pianoforte, tastiera, Fender Rhodes, clavinet
- Christian "Noochie" Rigano - tastiera, sintetizzatore, programmazione, sequencer, moog
- Michele Canova Iorfida - sintetizzatore, sintetizzatore modulare, programmazione, tastiera, sequencer
- Alex Alessandroni Jr. - tastiera, organo Hammond, Fender Rhodes
- Gil Oliveira - batteria, percussioni
- Marco Tamburini - tromba (in Battiti di ali di farfalla)
- Alessandro Alessandroni - fischio (in Quando sarò vecchio)
- Paolo Buonvino - arrangiamento e direzione archi
- London Session Orchestra - archi

## Classifiche
| Classifica (2011) | Posizione massima |
| ----------------- | ----------------- |
| Austria           | 69                |
| Italia            | 1                 |
| Svizzera          | 2                 |

### Classifiche di fine anno
| Classifica (2011) | Posizione |
| ----------------- | --------- |
| Italia            | 3         |
| Svizzera          | 46        |
| Classifica (2012) | Posizione |
| Italia            | 23        |